# Sowjetpädagogik
Sowjetpädagogik oder Sowjeterziehung war ein in Ost- und Westdeutschland gängiger Begriff für die in der Sowjetunion entstandene und durch die sowjetische Erziehung offiziell propagierte (kommunistische) Pädagogik. Besonders Anton Makarenko (1888–1939) galt als herausragender Pädagoge für die soziale und kollektive Erziehung. Daneben wurden die Arbeiten von Lew Wygotski (1896–1934) und Alexei Leontjew (1903–1979) zur Tätigkeitstheorie als maßgeblich eingeschätzt für die Pädagogische Psychologie in der DDR. Man kann auch die Ehefrau Lenins Nadeschda Krupskaja hinzurechnen, die im Rat der Volksbeauftragten für Bildung zuständig war. Der Theoretiker der Arbeitsschule Pawel Blonski wurde dagegen 1936 unter Stalin verurteilt und wurde erst in den 1980er Jahren wiederentdeckt.
Betont wird die gesellschaftliche Kausalität und Beeinflussbarkeit für psychisches Verhalten und Lernen, so dass gesellschaftliche Veränderungen auch auf heranwachsende Kinder einwirken. Damit stand die Sowjetpädagogik im Gegensatz zu naturalistischen Erziehungstheorien, insbesondere mit rassistischen und biologistischen Begründungen.
In der DDR wurde die Sowjetpädagogik (bzw. sozialistische Pädagogik) besonders durch den 4. Pädagogischen Kongress im August 1949 favorisiert, vorangetrieben durch Hans Siebert. Damit verband sich eine Absage an die deutsche reformpädagogische Tradition der Weimarer Republik, auch wenn sie „spätbürgerlich“ auf mehr Gleichheit und Emanzipation zielte. Die deutschen pädagogischen Klassiker (z. B. Salzmann, Herder, Diesterweg) wurden aber schon auf dem 5. Pädagogischen Kongress 1956 rehabilitiert, indem nach Synthesen gesucht werden sollte. Eine strikte Ablehnung widerfuhr nach 1970 auch der antiautoritären Pädagogik, die sich vom Westen her bemerkbar machte (Summerhill). Mit der Erziehung zur sozialistischen Persönlichkeit wurden zu weitgehende Individualisierung und Abhebung vom Kollektiv abgelehnt.
Edgar Drefenstedt gab 1977 das Standardwerk der DDR-Pädagogik Pädagogische Tätigkeit, Wesen, Ziel und Inhalt heraus, das den sowjetischen Pädagogen Boris Lichatschow (1929–1999; Theorie der kommunistischen Erziehung, Moskau 1974) übersetzte oder auf ihn bezogen war.
In der Gegenwart werden viele Ansätze der frühen „Sowjetpädagogen“ kritisch weitergeführt, auch weil sie in der DDR-Wissenschaft breite Spuren hinterlassen haben.